# Iglesia de Adziubzha
La iglesia de Adziubzha (en georgiano: აძუბჟის ეკლესია მარმალაბაა; en abjasio: Аӡҩыбжьатәи ауахәама Мармалабаа) un edificio religioso de la iglesia ortodoxa georgiana situada en Adziubzha, en el distrito de Ochamchira de la de facto independiente República de Abjasia, aunque su estatus de iure está dentro del municipio de Ochamchire de República Autónoma de Abjasia, Georgia.

## Historia
La iglesia fue construida a finales de la Edad Media.
Georgia ha inscrito la iglesia en su lista de patrimonio cultural pero no tiene control efectivo sobre la zona, por lo que es imposible realizar labores de conservación y de estudio de la iglesia. Los muros de la iglesia se encuentran en un estado físico difícil y necesitan una conservación urgente. 